# Jock Sturges
Pour les articles homonymes, voir Jock et Sturges.
Jock Sturges, né en 1947 à New York, est un photographe américain. Il est connu surtout pour ses nus pris dans des environnements naturistes. Il vit actuellement à Seattle.

## Œuvre
Son travail se compose essentiellement de photos de familles, d'adultes, de filles et de garçons, d'enfants, le plus souvent nus, suscitant la controverse. Ses endroits de prédilection sont les lieux naturistes, entre autres ceux de l'ouest de la France (le plus souvent à Montalivet), mais aussi en Toscane (Italie) ou en Californie. Il est lui-même naturiste.
Son style veut s'inscrire dans une tradition de photographes américains utilisant la chambre grand-format. Il évoque plus particulièrement le travail de Sally Mann : noir et blanc aux gammes de gris étendues (les ombres et les hautes lumières sont toujours détaillées), grande précision des détails recherchée (utilisation de film 20 × 25 cm), choix de « poses » favorisant une certaine intensité du sujet, images nées, selon Jock Sturges, d’une collaboration fondée sur la confiance entre lui-même et ses sujets.
Nature, simplicité, être en devenir et force du regard sont les quelques domaines où Jock Sturges cherche à se démarquer. Les instants figés tentent d'exprimer par petites touches la grâce et la sensualité. Sturges dit considérer tous ses modèles avec respect : selon lui, s’il partage une certaine intimité, il n’y a jamais de voyeurisme.
Ses clichés veulent être des témoignages du passage du temps sur les êtres, de l’inéluctable transformation à laquelle sont voués tous les corps. Du passage de l’enfance à l’âge adulte, de la maternité à l’indépendance des enfants, toutes ces étapes sont traquées par Sturges. Jock Sturges suit également certains de ces modèles, qu'il aime retrouver d'une année sur l'autre. Ainsi une femme, prise en photo alors qu'elle était enceinte, peut être retrouvée en photo avec l'enfant qu'elle portait. Misty Dawn, l'un des modèles de Jock Sturges, a été photographiée pendant une période de 25 ans.
C'est donc cette temporalité qui fait la particularité de Sturges : photographier la même personne à des périodes différentes de sa vie, ou photographier en même temps des personnes d'âges différents.
Jock Sturges montre de plus en plus son travail effectué en couleurs (voir ses dernières publications comme New Work ou Notes).

## Face à la justice
Ses photographies d'enfants nus, selon lui dénuées de tout sous-entendus sexuels, l'ont néanmoins amené à une confrontation avec la justice américaine : en 1990, il est suspecté par le FBI d'enfreindre la loi sur la pornographie enfantine. Son atelier est alors perquisitionné et tout son matériel, ainsi que ses photographies, sont saisis. Un comité de soutien se crée alors et le défend publiquement[réf. nécessaire]. Un an plus tard, les poursuites contre lui sont abandonnées[réf. nécessaire].
Jock Sturges a depuis récupéré tout son matériel, mais de nombreux négatifs auraient été abîmés, et cette affaire lui aurait coûté 100 000 $ en frais de justice[réf. nécessaire].
En 2017, Jock Sturges a fait face à des accusations de détournement de mineurs. En 2021, il plaide coupable dans un procès pour acte contre nature et lascif sur un enfant de moins de 16 ans. Il est alors condamné à trois années de probation. En 1975, alors qu'il était agé de 28 ans et qu'il enseignait la photographie, il s'est rapproché d'une jeune fille de 14 ans, l'a persuadée de poser nue pour ses clichés et a eu des rapports sexuels avec elle. 

## Filmographie
- Le photographe Jock Sturges/La Beauté révélée (Line of Beauty and Grace), film documentaire de Christian Klinger et Daniela Krien, France/Allemagne/États-Unis, 2008, 52 minutes.